# Cladiella daphnae
Cladiella daphnae is een zachte koraalsoort uit de familie Alcyoniidae. De koraalsoort komt uit het geslacht Cladiella. Cladiella daphnae werd in 1992 voor het eerst wetenschappelijk beschreven door van Ofwegen & Benayahu. 